# سال‌های خطرناک
سال‌های خطرناک (انگلیسی: Dangerous Years) فیلمی در ژانر درام است که در سال ۱۹۴۷ منتشر شد.

## خلاصه فیلم
"جف کارتر" قصد دارد تا با یک باشگاه پسرانه به بزهکاری در شهر پایان بدهد...